# Ab Sluis
Albert Herman "Ab" Sluis (nascido em 26 de novembro de 1937) é um ex-ciclista holandês.
Em 1960, Sluis venceu a Volta a Holanda do Norte e terminou em quarto na corrida de 100 km contrarrelógio por equipes nos Jogos Olímpicos de Roma 1960.